# Suzumija Haruhi no júucu

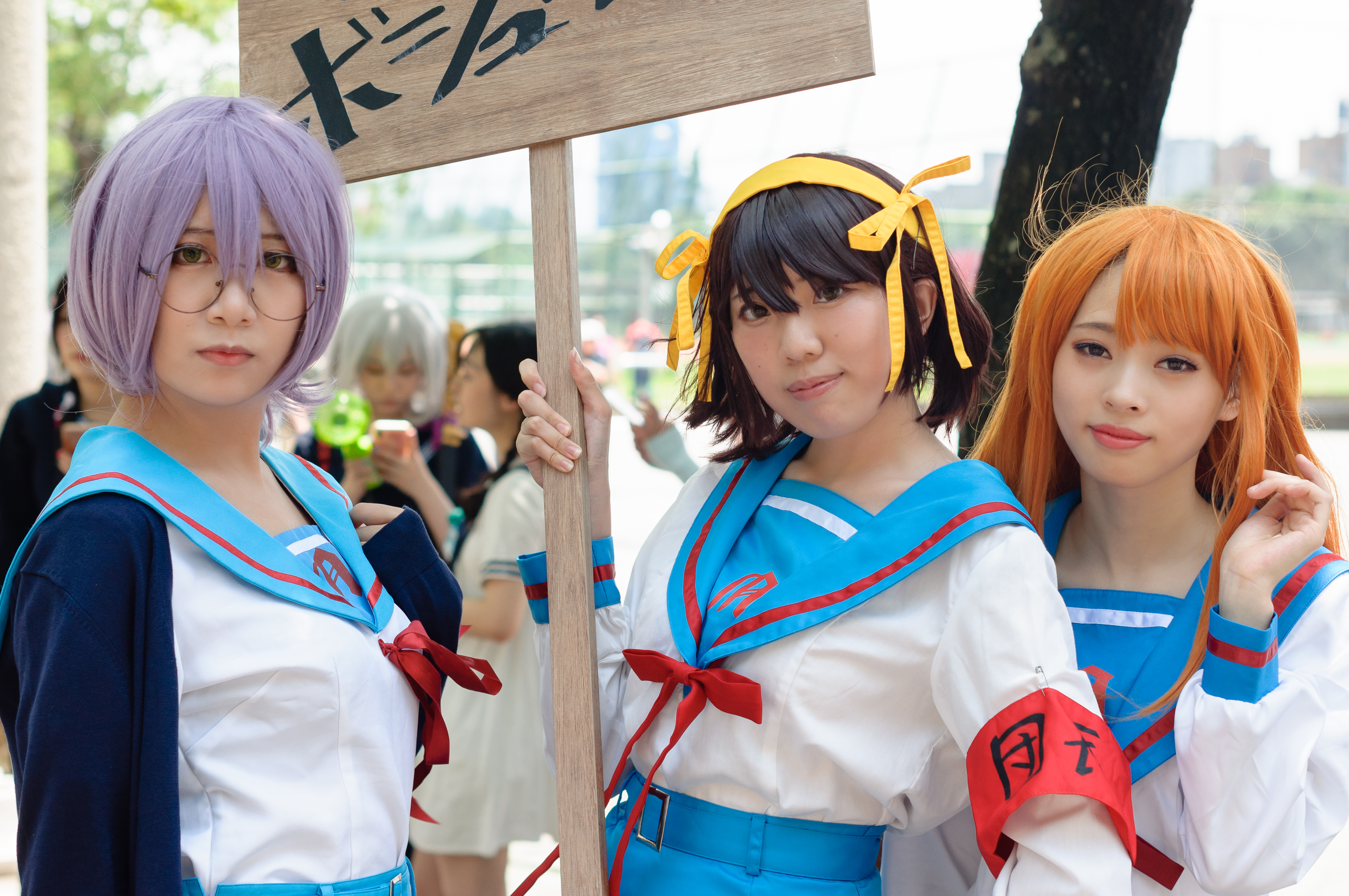
Fanynky v kostýmech postav Nagato, Suzumije a Asahiny v roce 2019

Suzumija Haruhi no júucu (japonsky 涼宮ハルヒの憂鬱) je japonská série lehkých románů, kterou napsal Nagaru Tanigawa a ilustroval Noizi Itó. Poprvé ji vydalo v roce 2003 japonské nakladatelství Kadokawa Šoten s románem Suzumija Haruhi no júucu a od té doby vyšlo dalších dvanáct svazků. Na motivy románů vznikla také adaptace v podobě televizního anime seriálu z produkce studia Kyoto Animation, animovaný film, dva ONA seriály, čtyři série manga a několik videoher.
Po odvysílání anime adaptace v roce 2006 dostalo nakladatelství Kadokawa Šoten nabídky na licencování románů a jejich adaptací, pro anglické vydání ve Spojených státech získala licenci společnost Little, Brown and Company a pro mladé čtenáře nakladatelství Yen Press. Anime adaptace byla licencována pro severoamerickou distribuci divizí Kadokawa Pictures USA, která pak sublicencovala výrobu a distribuci společnosti Bandai Entertainment. V současné době je anime licencováno společností Funimation.